# Oskar Mey
Oskar Mey (* 2. März 1867 in Bünauburg; † 23. Januar 1942) war ein deutscher Leinenfabrikant.

## Leben
Oskar Mey studierte an der Universität München und den Technischen Hochschulen München und Dresden. 1886 wurde er Mitglied des Corps Bavaria München. Nach dem Studium ging er ein Jahr lang auf Reisen. 1892 trat er in die Leinenspinnerei und -Weberei Bäumenheim ein. 1895 wurde er Besitzer der Fabrik. In den folgenden Jahrzehnten entwickelte er die Fabrik zu einem bedeutenden Standort der schwäbischen Textilindustrie.
Mey war ein Förderer und Financier archäologischer Ausgrabungen in Kleinasien und publizierte selbst über archäologische Themen. Von 1910 bis 1935 war er an mehreren Gruppenreisen nach Griechenland (Hellasfahrten für Lehrer und Schüler mit bis zu 375 Teilnehmern) beteiligt, für die er beträchtliche Summen aus seinem eigenen Vermögen spendete. In Bäumenheim errichtete er eine durch Stilelemente der hellenischen Kultur geprägte Villa. Er gehörte zu den Gründern des TSV 1894 Bäumenheim e. V.

## Auszeichnungen
- Verleihung der Ehrendoktorwürde eines Dr. phil. h. c.
- Ernennung zum Geheimen Kommerzienrat
- Namensgeber für den Oskar-Mey-Weg in Asbach-Bäumenheim

## Schriften
- Kraftbedarf der Webstühle, erschienen im Verlag Gerhard Kühtmann, Dresden
- Das Schlachtfeld vor Troja, erschienen im Verlag Walter de Gruyter, Berlin